# Le Plessis-Sainte-Opportune
Le Plessis-Sainte-Opportune är en kommun i departementet Eure i regionen Normandie i norra Frankrike. Kommunen ligger i kantonen Beaumont-le-Roger som tillhör arrondissementet Bernay. År 2022 hade Le Plessis-Sainte-Opportune 355 invånare.

## Befolkningsutveckling
Antalet invånare i kommunen Le Plessis-Sainte-Opportune
Referens:INSEE